# Skijöring

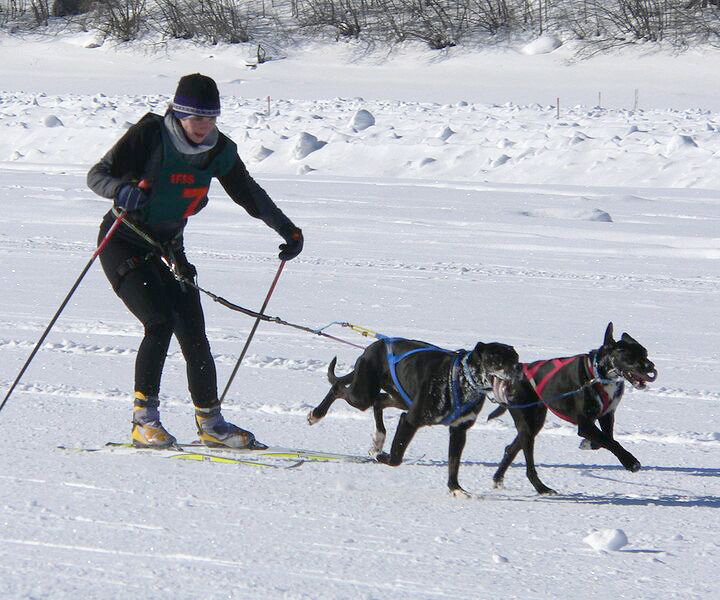
Una carrera de skijoring con perros.

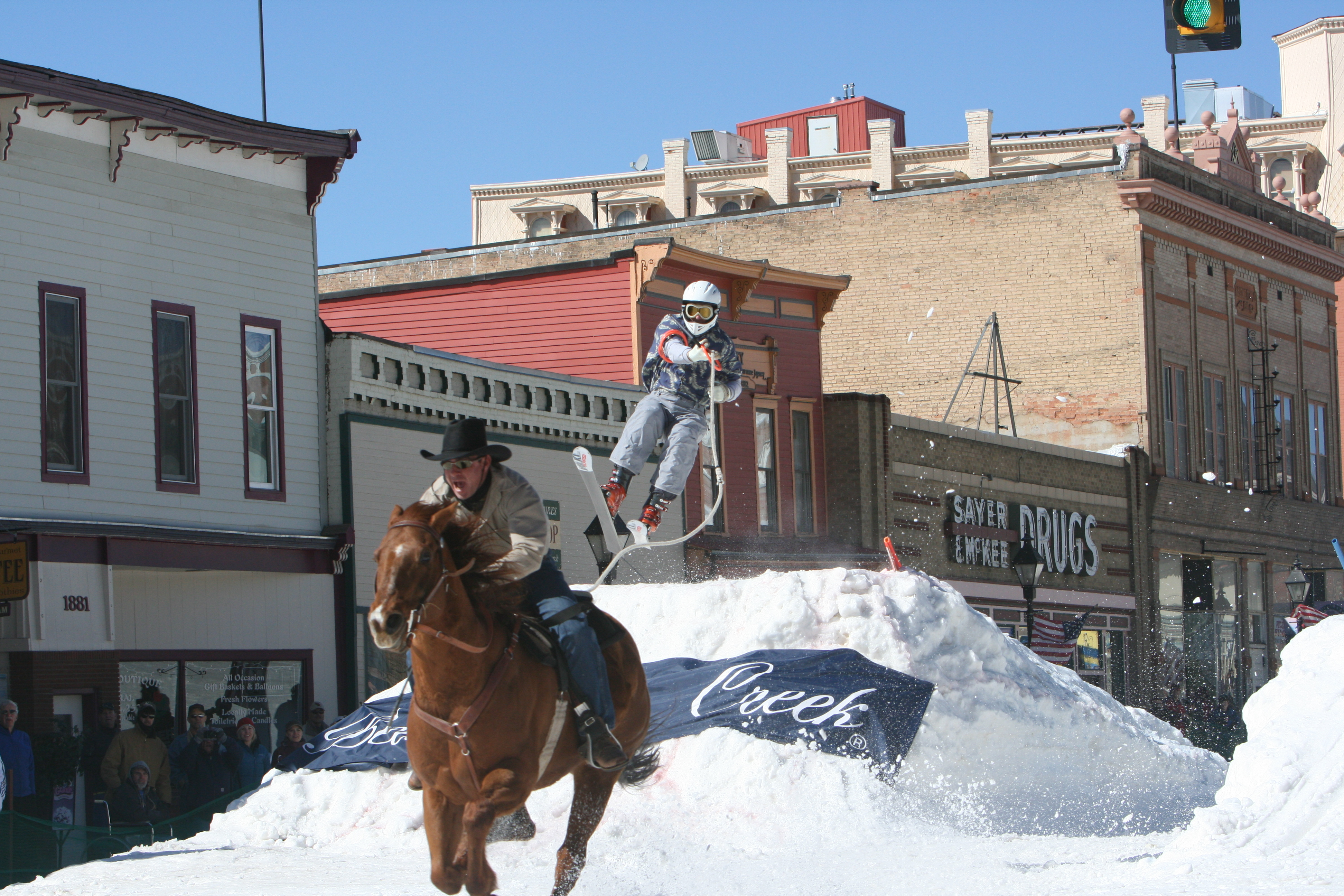
Skijoring con caballos; algunas variantes incluyen carreras de eslalon y saltos.

Skijöring o esquí tirado (pronunciado: 'skē-jȯr-iŋ, del noruego skikjøring, «esquí manejado» o «esquí conducido») es un deporte de invierno que consiste en que una persona con un esquí sea arrastrado por un caballo, un perro (o perros), o también un vehículo a motor.
Se realizan carreras de esquí tirado en varios de los países que presentan abundante nieve, siendo los perros los más usados. Los perros deben estar motivados previa la carrera para responder a su dueño durante la carrera (en cuanto a la dirección hacia donde ir).
Fue deporte de demostración en los Juegos Olímpicos de Sankt-Moritz 1928. En dicha ocasión el animal de tiro era un caballo.